# Chung kết UEFA Champions League 2022
Trận chung kết UEFA Champions League 2022 là trận đấu cuối cùng của UEFA Champions League 2021–22, mùa giải thứ 67 của giải đấu bóng đá cấp câu lạc bộ hàng đầu của châu Âu do UEFA tổ chức, và là mùa giải thứ 30 kể từ khi giải được đổi tên từ Cúp C1 châu Âu thành UEFA Champions League. Trận đấu được diễn ra tại Stade de France ở Saint-Denis, Pháp vào ngày 28 tháng 5 năm 2022, giữa câu lạc bộ Anh Liverpool và câu lạc bộ Tây Ban Nha Real Madrid. Đây là lần thứ ba hai bên gặp nhau ở chung kết Cúp C1 châu Âu sau năm 1981 và 2018, lần thứ ba trận chung kết được tổ chức ở sân vận động này sau các trận chung kết năm 2000 và 2006, và là trận chung kết đầu tiên mà cùng hai đội gặp nhau ở ba trận chung kết Cúp C1 châu Âu.
Đây là trận chung kết đầu tiên được diễn ra trên sân đầy kín khán giả kể từ trận chung kết năm 2019, vì hai trận chung kết trước đó đã bị ảnh hưởng bởi đại dịch COVID-19. Trận chung kết ban đầu dự kiến được diễn ra tại Sân vận động Allianz ở Munich, Đức. Tuy nhiên, do việc hoãn và dời lại của trận chung kết năm 2020, các địa điểm tổ chức trận chung kết được lùi lại một năm, dẫn đến việc trao quyền tổ chức trận chung kết năm 2022 cho Sân vận động Krestovsky ở Saint Petersburg. Sau khi Nga xâm lược Ukraina vào ngày 24 tháng 2, UEFA đã triệu tập một cuộc họp bất thường của Ủy ban điều hành vào ngày hôm sau, và trận chung kết được chuyển đến Stade de France. Trước trận đấu, tình trạng hỗn loạn xảy ra sau những vấn đề trong việc kiểm soát đám đông khiến trận đấu bắt đầu bị trì hoãn 36 phút.
Real Madrid giành chiến thắng 1–0 nhờ bàn thắng ở phút thứ 59 từ Vinícius Júnior để có danh hiệu Cúp C1 châu Âu lần thứ 14 và là lần thứ năm trong 9 năm qua. Với tư cách là đội vô địch, họ giành quyền thi đấu với Eintracht Frankfurt, đội vô địch của UEFA Europa League 2021-22 trong trận Siêu cúp châu Âu 2022.

## Các đội bóng
Trong bảng sau đây, các trận chung kết đến năm 1992 thuộc kỷ nguyên Cúp C1 châu Âu, kể từ năm 1993 trở đi thuộc kỷ nguyên UEFA Champions League.
| Đội         | Các lần tham dự trận chung kết trước (in đậm thể hiện năm vô địch)                                  |
| ----------- | --------------------------------------------------------------------------------------------------- |
| Liverpool   | 9 (1977, 1978, 1981, 1984, 1985, 2005, 2007, 2018, 2019)                                            |
| Real Madrid | 16 (1956, 1957, 1958, 1959, 1960, 1962, 1964, 1966, 1981, 1998, 2000, 2002, 2014, 2016, 2017, 2018) |

## Địa điểm

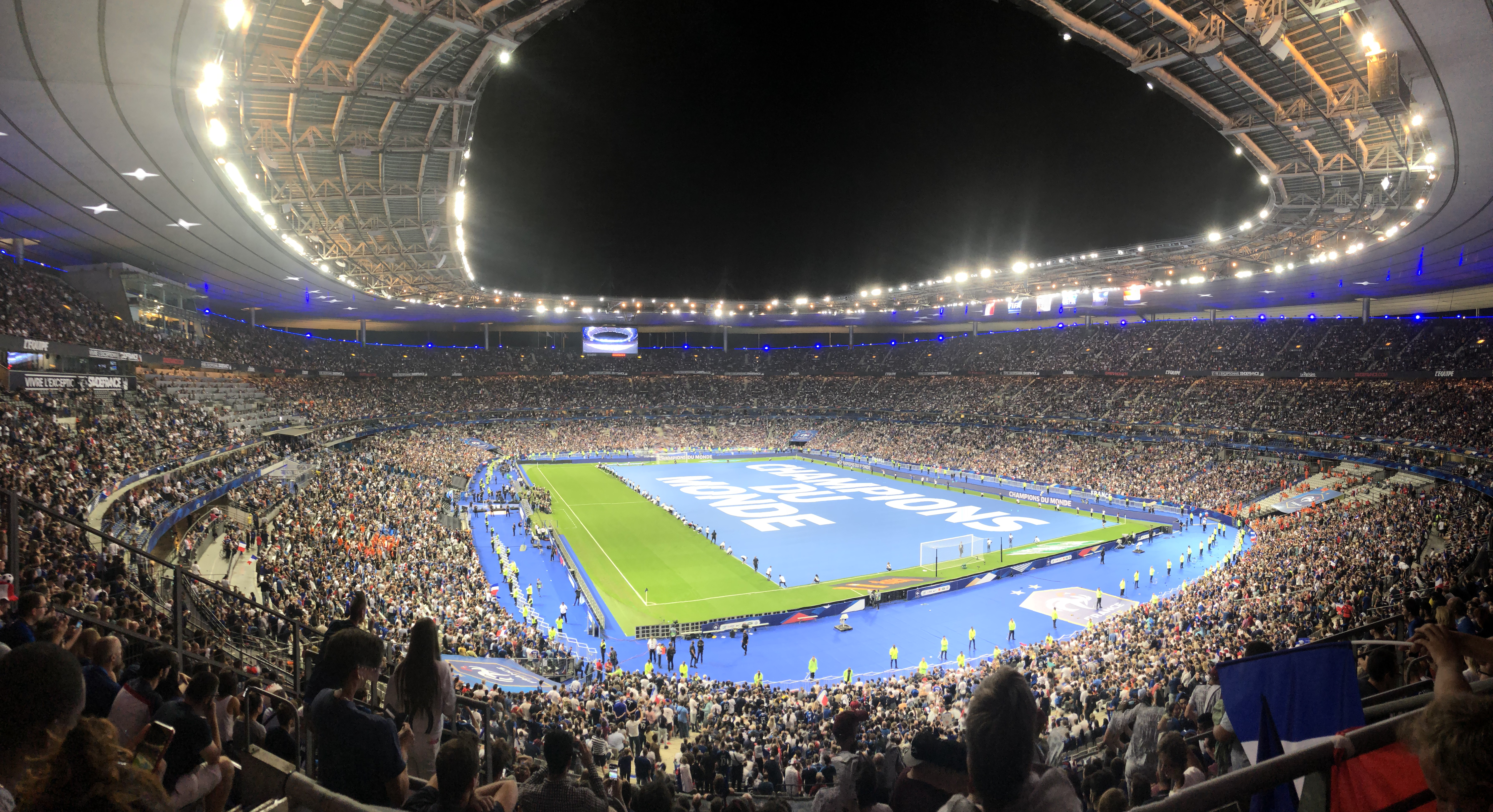
Stade de France ở Saint-Denis là nơi tổ chức trận chung kết.

Trận chung kết ban đầu được trao cho Sân vận động Allianz ở Munich, Đức; tuy nhiên, khi đại dịch COVID-19 buộc trận chung kết năm 2020 phải chuyển từ Sân vận động Olympic Atatürk ở Istanbul đến Sân vận động Ánh sáng ở Lisbon, Sân vận động Allianz được chuyển lại quyền đăng cai trận chung kết năm 2023 và trận chung kết năm 2022 được trao cho chủ nhà ban đầu của trận chung kết năm 2021, Sân vận động Krestovsky ở Saint Petersburg.
Sau cuộc tấn công Ukraina của Nga vào tháng 2 năm 2022, UEFA đã triệu tập một cuộc họp bất thường của Ủy ban điều hành vào ngày 25 tháng 2, tại đó họ quyết định chuyển trận chung kết đến Stade de France ở Saint-Denis. Các thành phố khác được đề xuất làm nơi đăng cai thay thế là Amsterdam, Barcelona, Munich và Rome. Pháp chưa tổ chức một trận chung kết UEFA Champions League kể từ năm 2006.

## Đường đến trận chung kết
Ghi chú: Trong tất cả các kết quả dưới đây, tỉ số của đội lọt vào chung kết được đưa ra trước tiên (N: sân nhà; K: sân khách).
| VT | Đội             | ST | Đ  |
| -- | --------------- | -- | -- |
| 1  | Liverpool       | 6  | 18 |
| 2  | Atlético Madrid | 6  | 7  |
| 3  | Porto           | 6  | 5  |
| 4  | Milan           | 6  | 4  |

| VT | Đội              | ST | Đ  |
| -- | ---------------- | -- | -- |
| 1  | Real Madrid      | 6  | 15 |
| 2  | Inter Milan      | 6  | 10 |
| 3  | Sheriff Tiraspol | 6  | 7  |
| 4  | Shakhtar Donetsk | 6  | 2  |

## Trước trận đấu

### Nhận dạng
Biểu trưng ban đầu của trận chung kết UEFA Champions League 2022 tại Saint Petersburg được hé lộ tại lễ bốc thăm vòng bảng vào ngày 26 tháng 8 năm 2021 ở Istanbul.

### Đại sứ
Đại sứ cho trận chung kết là cựu tiền đạo đội tuyển Nga và Zenit Saint Petersburg Andrey Arshavin. Tuy nhiên, vẫn chưa xác định được liệu anh có còn là đại sứ cho trận chung kết sau khi chuyển đến Saint-Denis hay không.

### Tổ trọng tài

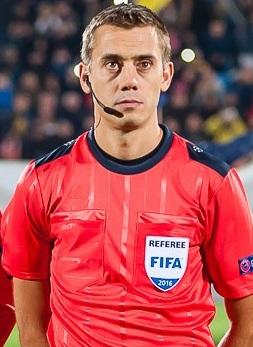
Trọng tài người Pháp Clément Turpin điều khiển trận chung kết.

Vào ngày 11 tháng 5 năm 2022, UEFA đã bổ nhiệm Clément Turpin của Pháp làm trọng tài cho trận chung kết. Turpin là trọng tài FIFA từ năm 2010, và trước đó là trọng tài thứ tư trong trận chung kết UEFA Champions League 2018 cũng giữa Real Madrid và Liverpool. Ở mùa giải trước, ông là trọng tài cho trận chung kết UEFA Europa League 2021 giữa Villarreal và Manchester United. Ông đã bắt chính 8 trận đấu trước đó ở mùa giải Champions League 2021–22, với hai trận đấu ở vòng loại, bốn trận ở vòng bảng và hai trận đấu ở vòng đấu loại trực tiếp. Ông từng là trọng tài tại Giải vô địch bóng đá châu Âu vào năm 2016 và 2020, cũng như tại FIFA World Cup 2018 ở Nga. Turpin cũng là trợ lý trọng tài video tại FIFA Confederations Cup 2017 ở Nga (bao gồm cả trận chung kết), FIFA Club World Cup 2017 ở Các Tiểu vương quốc Ả Rập Thống nhất và FIFA Women's World Cup 2019 ở Pháp. Ông cùng làm việc 5 người đồng hương, trong đó có trợ lý trọng tài Nicolas Danos và Cyril Gringore. Benoît Bastien là trọng tài thứ tư, trong khi Jérôme Brisard đóng vai trò trợ lý trọng tài video. Willy Delajod được bổ nhiệm làm trợ lý trọng tài tổ VAR, cùng với các trọng tài người Ý Massimiliano Irrati và Filippo Meli.

### Lễ mở màn
Ca sĩ người Mỹ gốc Cuba Camila Cabello biểu diễn cho lễ mở màn trước khi trận đấu bắt đầu.

## Thông tin trận đấu

### Chi tiết
Đội "nhà" (vì mục đích hành chính) được xác định bằng một lượt bốc thăm bổ sung được tổ chức sau khi bốc thăm vòng tứ kết và bán kết.
| Liverpool | 0–1      | Real Madrid    |
| --------- | -------- | -------------- |
|           | Chi tiết | - Vinícius 59' |

| Liverpool | Real Madrid |

| GK               | 1  | Alisson                 |     |     |
| RB               | 66 | Trent Alexander-Arnold  |     |     |
| CB               | 5  | Ibrahima Konaté         |     |     |
| CB               | 4  | Virgil van Dijk         |     |     |
| LB               | 26 | Andrew Robertson        |     |     |
| CM               | 14 | Jordan Henderson (c)    |     | 77' |
| CM               | 3  | Fabinho                 | 62' |     |
| CM               | 6  | Thiago                  |     | 77' |
| RF               | 11 | Mohamed Salah           |     |     |
| CF               | 10 | Sadio Mané              |     |     |
| LF               | 23 | Luis Díaz               |     | 65' |
| Dự bị:           |    |                         |     |     |
| GK               | 62 | Caoimhín Kelleher       |     |     |
| DF               | 12 | Joe Gomez               |     |     |
| DF               | 21 | Kostas Tsimikas         |     |     |
| DF               | 32 | Joël Matip              |     |     |
| MF               | 7  | James Milner            |     |     |
| MF               | 8  | Naby Keïta              |     | 77' |
| MF               | 15 | Alex Oxlade-Chamberlain |     |     |
| MF               | 17 | Curtis Jones            |     |     |
| MF               | 67 | Harvey Elliott          |     |     |
| FW               | 9  | Roberto Firmino         |     | 77' |
| FW               | 18 | Takumi Minamino         |     |     |
| FW               | 20 | Diogo Jota              |     | 65' |
| Huấn luyện viên: |    |                         |     |     |
| Jürgen Klopp     |    |                         |     |     |

| GK               | 1  | Thibaut Courtois  |  |       |
| RB               | 2  | Dani Carvajal     |  |       |
| CB               | 3  | Éder Militão      |  |       |
| CB               | 4  | David Alaba       |  |       |
| LB               | 23 | Ferland Mendy     |  |       |
| CM               | 10 | Luka Modrić       |  | 90'   |
| CM               | 14 | Casemiro          |  |       |
| CM               | 8  | Toni Kroos        |  |       |
| RF               | 15 | Federico Valverde |  | 86'   |
| CF               | 9  | Karim Benzema (c) |  |       |
| LF               | 20 | Vinícius Júnior   |  | 90+3' |
| Dự bị:           |    |                   |  |       |
| GK               | 13 | Andriy Lunin      |  |       |
| DF               | 6  | Nacho             |  |       |
| DF               | 12 | Marcelo           |  |       |
| MF               | 17 | Lucas Vázquez     |  |       |
| MF               | 19 | Dani Ceballos     |  | 90'   |
| MF               | 22 | Isco              |  |       |
| MF               | 25 | Eduardo Camavinga |  | 86'   |
| FW               | 7  | Eden Hazard       |  |       |
| FW               | 11 | Marco Asensio     |  |       |
| FW               | 18 | Gareth Bale       |  |       |
| FW               | 21 | Rodrygo           |  | 90+3' |
| FW               | 24 | Mariano           |  |       |
| Huấn luyện viên: |    |                   |  |       |
| Carlo Ancelotti  |    |                   |  |       |

| Cầu thủ xuất sắc nhất trận đấu: Thibaut Courtois (Real Madrid) Trợ lý trọng tài: Nicolas Danos (Pháp) Cyril Gringore (Pháp) Trọng tài thứ tư: Benoît Bastien (Pháp) Trợ lý trọng tài video: Jérôme Brisard (Pháp) Trợ lý tổ trợ lý trọng tài video: Willy Delajod (Pháp) Massimiliano Irrati (Ý) Filippo Meli (Ý) | Luật trận đấu - 90 phút thi đấu chính thức - 30 phút của hiệp phụ nếu tỷ số hòa sau thời gian thi đấu chính thức - Loạt sút luân lưu nếu tỷ số vẫn hòa sau hiệp phụ - Mỗi đội có 12 cầu thủ dự bị - Mỗi đội thay tối đa 5 cầu thủ, với cầu thủ thứ sáu được phép thay ở hiệp phụ |

### Thống kê
| Thống kê           | Liverpool | Real Madrid |
| ------------------ | --------- | ----------- |
| Bàn thắng ghi được | 0         | 0           |
| Tổng cú sút        | 10        | 1           |
| Cú sút trúng đích  | 5         | 0           |
| Cứu thua           | 0         | 5           |
| Kiểm soát bóng     | 48%       | 52%         |
| Phạt góc           | 1         | 1           |
| Phạm lỗi           | 5         | 4           |
| Việt vị            | 0         | 1           |
| Thẻ vàng           | 0         | 0           |
| Thẻ đỏ             | 0         | 0           |

| Thống kê           | Liverpool | Real Madrid |
| ------------------ | --------- | ----------- |
| Bàn thắng ghi được | 0         | 1           |
| Tổng cú sút        | 13        | 2           |
| Cú sút trúng đích  | 4         | 1           |
| Cứu thua           | 0         | 4           |
| Kiểm soát bóng     | 51%       | 49%         |
| Phạt góc           | 5         | 1           |
| Phạm lỗi           | 8         | 3           |
| Việt vị            | 1         | 3           |
| Thẻ vàng           | 1         | 0           |
| Thẻ đỏ             | 0         | 0           |

| Thống kê           | Liverpool | Real Madrid |
| ------------------ | --------- | ----------- |
| Bàn thắng ghi được | 0         | 1           |
| Tổng cú sút        | 23        | 3           |
| Cú sút trúng đích  | 9         | 1           |
| Cứu thua           | 0         | 9           |
| Kiểm soát bóng     | 50%       | 50%         |
| Phạt góc           | 6         | 2           |
| Phạm lỗi           | 13        | 7           |
| Việt vị            | 1         | 4           |
| Thẻ vàng           | 1         | 0           |
| Thẻ đỏ             | 0         | 0           |